# Płoskinia
Płoskinia (Plaßwich fino al 1945) è un comune rurale polacco del distretto di Braniewo, nel voivodato della Varmia-Masuria.
Ricopre una superficie di 172,05 km² e nel 2004 contava 2 726 abitanti.
Comunità urbane e rurali:
| - Chruściel (Tiedmannsdorf) - Dąbrowa (Schöndamerau) - Długobór (Langwalde) - Jarzębiec (Schönau) - Lubnowo (Liebenau) | - Łozy (Klingenberg) - Pielgrzymowo (Pilgramsdorf) - Pierzchały (Pettelkau) - Płoskinia (Plaßwich) - Podlechy (Podlechen) | - Robuzy (Rawusen) - Strubno (Straubendorf) - Tolkowiec (Bormanshof, Bormannshof dal 1938 al 1945) - Wysoka Braniewska (Hogendorf) |

Altre località:
| - Bliżewo (Blieshöfen) - Czosnowo (Knobloch) - Demity (Demuth) - Długobór-Osada | - Giedyle (Gedilgen) - Łojewo (Lauenhof) - Płoskinia-Kolonia - Pierławki | - Piórkowo (Födersdorf) - Stygajny (Stigehnen) - Szalmia (Schalmey) - Trąbki (Klein Tromp) |